# Байтылонг
Байтылонг — национальный парк во Вьетнаме.

## Физико-географическая характеристика
Национальный парк находится в Северо-Восточном регионе Вьетнама на островах в заливе Бакбо Южно-Китайского моря в 200 км от Ханоя и в 60 км на лодке от Байтяя. Он включает острова Бамун, Чанголон, Чангонё, Шаунам, Шаудонг, Донгма, Хонтинь, Мангханам, Мангхабак, Тяйтяй, Шойню и множество более мелких островов. Общая площадь национального парка составляет 157,83 км², из них 96,58 км² акватории.
Крупнейшим островом парка является Бамун — узкая полоса шириной 1,5 км и длиной 20 км в 60 км от побережья. На территории национального парка также расположен старый торговый порт Вандон.

## Флора и фауна
Парк включает 5 экосистем: дождевые широколиственные леса, известняковые леса, прибрежные леса, кораллы и мелководье.
Растительный мир представлен 672 видами наземной растительности и 178 видами морской, среди которых Burretiodendron hsienmu, Erythrophleum fordii, Erythrophleum fordii, Madhuca pasquieri, Hopea mollissima, Nageia fleuryi, Fagraea fragrans, Chukrasia tabularis, Hyacinthaceae. Известняковые леса включают Panax pseudoginseng, Cibotium barometz, Drynaria fortunei. 11 видов внесено в Красную книгу страны.
Животный мир парка представлен 170 видами наземных животных, 119 видами рыб, 132 — беспозвоночных, 106 — кораллов (из них на острове Бамун 37 видов млекопитающих и 96 видов птиц). В парке водятся змеи желтобрюхий большеглазый полоз (Ptyas korros), ленточный крайт (Bungarus fasciatus), черепахи Rafetus vietnamensis, морские змеи и морские коньки, среди птиц малая шпорцевая кукушка (Centropus bengalensis). Достопримечательностью парка являются аксисы (Axis axis). На острове Реу расположена ферма по разведению обезьян, на которых тестируются вакцины от полиомиелита. 9 видов занесено в Красную книгу Вьетнама.

## Взаимодействие с человеком
В 1977 году значительная часть территории острова Бамун получила статус заповедника. Национальный парк был образован в 2001 году. На территории парка и вокруг него всё ещё ведётся интенсивная охота. Рассматривается вопрос о создании буферной зоны вокруг парка. По другим данным буферная зона составляет 165,34 км² и включает населённые пункты Миньтяу, Ванйен, Бансен, Куанлан и Халонг с общим населением около 24 тысяч человек. На территории парка специальные патрули предотвращают незаконные виды деятельности.